# Hrabstwo Bristol (Massachusetts)
Hrabstwo Bristol (ang. Bristol County) – hrabstwo w USA, w południowej części stanu Massachusetts. W roku 2000 zamieszkiwane przez 534 678 mieszkańców. Centrum administracyjne (ang. county seat) hrabstwa mieści się w Taunton.

## Miasta
- Attleboro
- Acushnet
- Berkley
- Dartmouth
- Dighton
- Easton
- Fall River
- Fairhaven
- Freetown
- Mansfield
- New Bedford
- North Attleborough
- Norton
- Raynham
- Rehoboth
- Seekonk
- Somerset
- Swansea
- Taunton
- Westport

## CDP
- Acushnet Center
- Bliss Corner
- Mansfield Center
- North Seekonk
- North Westport
- Norton Center
- Ocean Grove
- Raynham Center
- Smith Mills